# Saint Lucia na Mistrzostwach Świata w Lekkoatletyce 2013
Reprezentacja Saint Lucia na Mistrzostwach Świata w Lekkoatletyce 2013 liczyła 3 zawodniczki.

## Występy reprezentantów Saint Lucia
| Konkurencja       | Zawodnik         | Eliminacje | Eliminacje | Finał    | Finał   |
| Konkurencja       | Zawodnik         | Rezultat   | Pozycja    | Rezultat | Pozycja |
| ----------------- | ---------------- | ---------- | ---------- | -------- | ------- |
| Skok wzwyż kobiet | Levern Spencer   | 1,92       | 11. q      | 1,89     | 11.     |
| Skok wzwyż kobiet | Jeanelle Scheper | 1,83       | 24.        | NQ       | NQ      |
| Siedmiobój        | Makeba Alcide    | —          | —          | 5751     | 28.     |